# Andrea Montanari
Andrea Montanari é um físico e estatístico italiano, professor da Universidade Stanford.
Obteve graduação em 1997 e doutorado em 2001, ambos em física, pela Scuola Normale Superiore di Pisa.
Foi palestrante convidado do Congresso Internacional de Matemáticos no Rio de Janeiro (2018: Mean field asymptotics in high-dimensional statistics: From exact results to efficient algorithms).